# Wingfield Castle
Wingfield Castle är ett slott i Storbritannien.   Det ligger i grevskapet Suffolk och riksdelen England, i den sydöstra delen av landet, 130 km nordost om huvudstaden London. Wingfield Castle ligger 51 meter över havet.
Terrängen runt Wingfield Castle är platt. Runt Wingfield Castle är det ganska tätbefolkat, med 129 invånare per kvadratkilometer. Närmaste större samhälle är Harleston, 6,6 km norr om Wingfield Castle. Trakten runt Wingfield Castle består till största delen av jordbruksmark.